# Lady Waterlow
'Lady Waterlow' est un cultivar de rosier grimpant obtenu en 1902 par la maison Nabonnand dans sa pépinière de Golfe-Juan et commercialisé par Clément et Paul Nabonnand. Il doit son nom à Lady Waterlow, née Margaret Hamilton (1849-1931), d'origine californienne et seconde épouse (1882) du maire de Londres, Sir Sydney Waterlow; elle possédait une propriété sur la Côte d'Azur. Ce rosier, qui fut un grand succès à l'origine (le Journal des roses le qualifie de « grimpant idéal » en 1912), est toujours prisé des amateurs, surtout dans le Midi de la France, en Italie et en Angleterre.

## Description

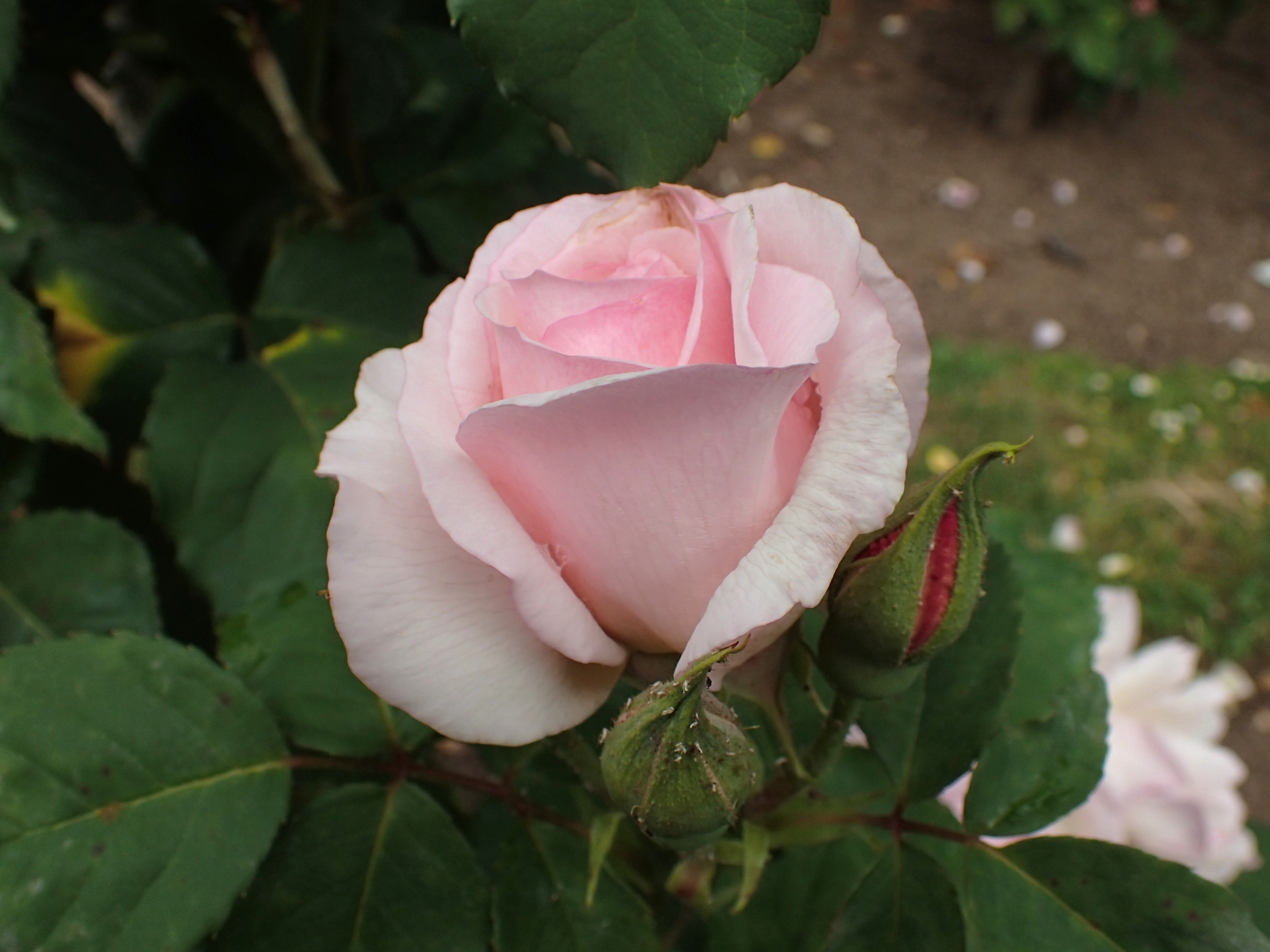
Rose 'Lady Waterlow' à Sangerhausen.

Ce cultivar est apprécié pour le coloris de ses fleurs: rose saumonné avec des nuances très pâles et bordé de carmin. Elles sont grandes et semi-doubles à doubles. La floraison est remontante dès la mi-mai dans le Midi, jusqu'aux premières gelées. Son buisson sarmenteux est vigoureux et résistant aux maladies du rosier; il peut s'élever jusqu'à plus de 500 cm si le climat est suffisamment doux. Ses feuilles sont allongées, pointues et extraordinairement longues. 
Il tolère des températures hivernales de l'ordre de -20°.
On peut l'admirer notamment à la roseraie du château du Mesnil-Geoffroy, à la roseraie du Val-de-Marne à L'Haÿ-les-Roses et à l'Europa-Rosarium de Sangerhausen. Il est très apprécié sous le climat méditerranéen, notamment sur la Côte d'Azur. C'est un grimpant idéal pour un haut mur ou une grande arche.
'Lady Waterlow' est issu du croisement 'La France de 89' (Moreau & Robert, 1889) × 'Madame Marie Lavalley' (Nabonnand, 1881).

## Descendance
Par croisement avec Rosa gigantea, il a donné naissance au grimpant 'Emmanuella de Mouchy' (Clément Nabonnand, 1922).